# Liste der Stolpersteine in Amsterdam-West

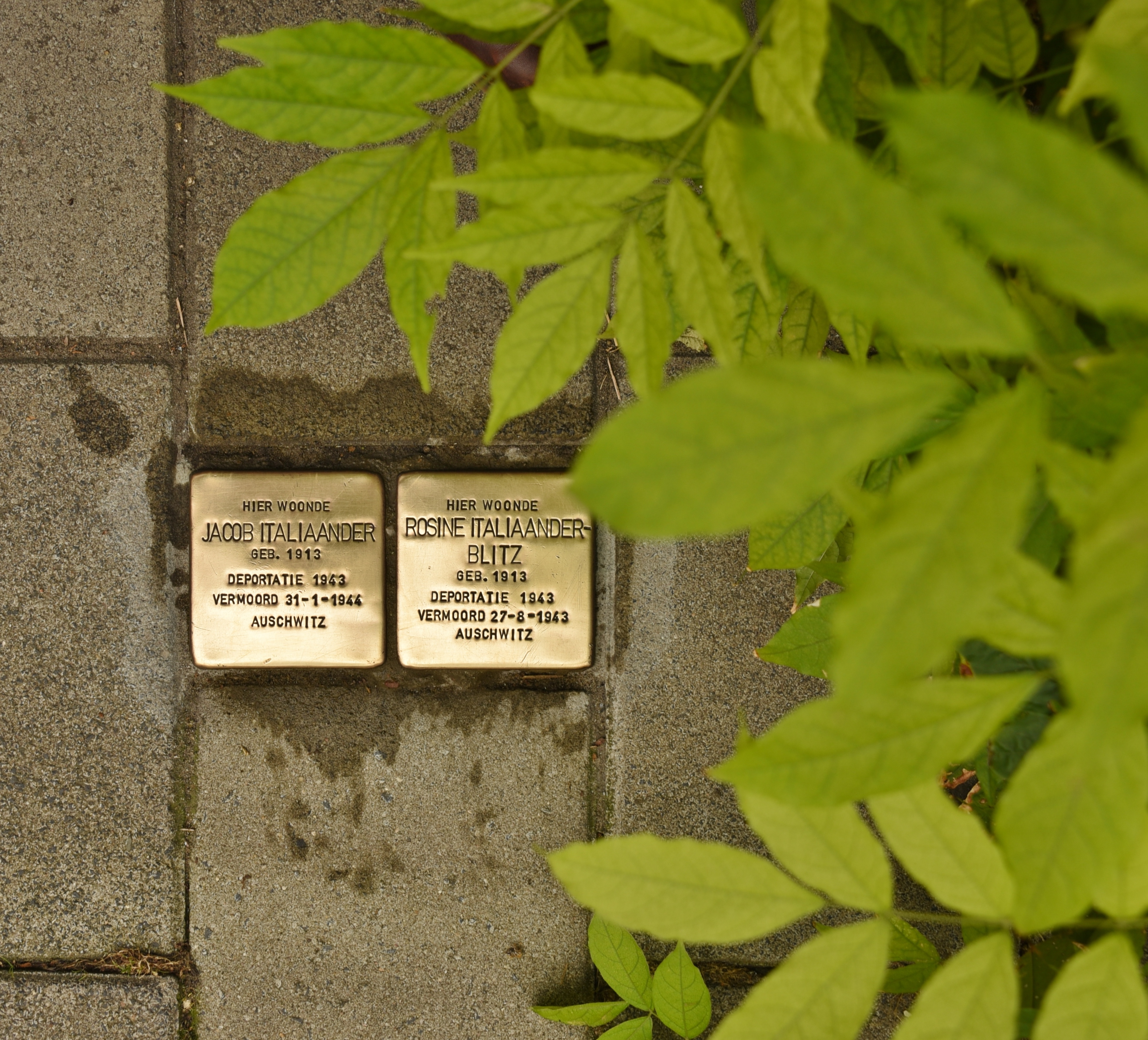
Stolpersteine für das Ehepaar Italiaander

Die Liste der Stolpersteine in Amsterdam-West umfasst jene Stolpersteine, die vom deutschen Künstler Gunter Demnig im Stadtbezirk Amsterdam-West der Gemeinde Amsterdam verlegt wurden. Stolpersteine sind Opfern des Nationalsozialismus gewidmet, all jenen, die vom NS-Regime drangsaliert, deportiert, ermordet, in die Emigration oder in den Suizid getrieben wurden. Demnig verlegt für jedes Opfer einen eigenen Stein, im Regelfall vor dem letzten selbst gewählten Wohnsitz.

## Verlegte Stolpersteine
In Amsterdam-West wurden zumindest 17 Stolpersteine an 11 Adressen verlegt.
| Stolperstein | Übersetzung | Verlegort                      | Name, Leben                                                  |
| ------------ | --- | ------------------------------ | ------------------------------------------------------------ |
|              | HIER WOHNTE JACQUES HERMAN AA GEB. 1913 DEPORTIERT 1944 AUS WESTERBORK AUSCHWITZ ERMORDET 21.4.1945 DACHAU                                       | Orteliuskade 39-III            | Jacques Herman Aa (1913–1945)                                |
|              | HIER WOHNTE SJOERD BAKKER GEB. 1915 WIDERSTANDSKÄMPFER VERHAFTET 1-4-1943 HINGERICHTET 1-7-1943 OVERVEEN                                         | Vondelstraat 24                | Sjoerd Bakker(1915–1943)                                     |
|              | HIER WOHNTE HENRI DRUKKER GEB. 1889 ERMORDET 8-4-1944 AUSCHWITZ                                                                                  | Vondelstraat 172               | Henri Drukker (1889–1944)                                    |
|              | HIER WOHNTE ERNST HENRI GOMPERTS GEB. 1914 DEPORTIERT AUS DRANCY ERMORDET 1-7-1942 AUSCHWITZ                                                     | Vondelstraat 65                | Ernst Henri Gomperts (1915–1943)(1914-1942)                  |
|              | HIER WOHNTE HENRI GOMPERTS GEB. 1879 INTERNIERT 20-6-1942 DEPORTIERT 1944 AUS WESTERBORK ERMORDET 18-7-1944 BERGEN-BELSEN                        | Vondelstraat 65                | Henri Gomperts (1879-1944)                                   |
|              | HIER WOHNTE FREDERIEKA GOMPERTS-PHILIPS GEB. 1891 INTERNIERT 20-6-1942 DEPORTIERT 1944 AUS WESTERBORK ERMORDET 23-7-1944 BERGEN-BELSEN           | Vondelstraat 65                | Frederieka Gomperts-Philips (1879-1944)(1891-1944)           |
|              | HIER WOHNTE ISAAC HILDESHEIM GEB. 1915 INTERNIERT 5-10-1942 DEPORTIERT AUS WESTERBORK ERMORDET 12-11-1942 AUSCHWITZ                              | Eerste Helmersstraat 198 III   | Isaac Hildesheim (1915–1942)                                 |
|              | HIER WOHNTE JACOB ITALIAANDER GEB. 1913 DEPORTIERT 1943 ERMORDET 31.1.1944 AUSCHWITZ                                                             | Admiraal de Ruijterweg 181 hs  | Jacob Italiaander (1913–1944)                                |
|              | HIER WOHNTE ROSINE ITALIAANDER- BLITZ GEB. 1913 DEPORTIERT 1943 ERMORDET 27.8.1943 AUSCHWITZ                                                     | Admiraal de Ruijterweg 181 hs  | Rosine Italiaander-Blitz (1913–1943)                         |
|              | HIER WOHNTE CHRISTIAAN CAREL KEMPER IM WIDERSTAND GEB. 1887 VERHAFTET 6-2-1944 AMSTERDAM INTERNIERT 1-3-1944 VUGHT ERMORDET 10-3-1945 BUCHENWALD | Lodewijk Boisotstraat 2 II     | Christiaan Carel Kemper (1887–1945)                          |
|              | HIER WOHNTE/ARBEITETE TRUDE OPPENHEIMER GEB. 1919 FLUCHT 1939 AUS DEUTSCHLAND DEPORTIERT AUS WESTERBORK ERMORDET 30-9-1942 AUSCHWITZ             | Vondelstraat 67                | Trude Oppenheimer (1919–1942)                                |
|              | HIER WOHNTE KAREL AUGUST PEKELHARING GEB. 1909 WIDERSTANSKÄMPFER VERHAFTET 6.4.1944 EXEKUTIERT 10.6.1944 OVERVEEN                                | Rombout Hogerbeetsstraat 83    | Karel August Pekelharing (1909–1944)                         |
|              | HIER WOHNTE ELIAZER VAN RAAP GEB. 1882 INTERNIERT 15-4-1943 DEPORTIERT AUS WESTERBORK ERMORDET 30-4-1943 SOBIBOR                                 | Admiraal de Ruijterweg 143 III | Eliazer van Raap (1882–1943)                                 |
|              | HIER WOHNTE JACK VAN ROOD SPEIJER GEB. 1936 INTERNIERT 12-7-1944 DEPORTIERT AUS WESTERBORK ERMORDET 6-9-1944 AUSCHWITZ                           | Admiraal de Ruijterweg 189 I   | Jack van Rood Speijer (1936–1944)                            |
|              | HIER WOHNTE WILLEM VAN ROOD SPEIJER GEB. 1909 INTERNIERT 12-7-1944 DEPORTIERT AUS WESTERBORK ERMORDET 6-9-1944 AUSCHWITZ                         | Admiraal de Ruijterweg 189 I   | Willem van Rood Speijer (1909–1944)                          |
|              | HIER WOHNTE ESTHER VAN ROOD SPEIJER- NETTER GEB. 1912 INTERNIERT 12-7-1944 DEPORTIERT AUS WESTERBORK ERMORDET 6-9-1944 AUSCHWITZ                 | Admiraal de Ruijterweg 189 I   | Esther van Rood Speijer-Neeter (1912–1944)                   |
|              | HIER WOHNTE BETSY ROSA SCHUITEVOERDER GEB. 1940 DEPORTIERT 1943 ERMORDET 22.10.1943 AUSCHWITZ                                                    | Nassaukade 90 II               | Betsy Rosa Schuitevoerde (1940–1943)                         |
|              | HIER WOHNTE MARCUS SCHUITEVOERDER GEB. 1913 DEPORTIERT 1943 ERMORDET 22.10.1943 AUSCHWITZ                                                        | Nassaukade 90 II               | Marcus Schuitevoerde (1913–1943)                             |
|              | HIER WOHNTE SARA 'LIENTJE' SCHUITEVOERDER- ITALIAANDER GEB. 1915 DEPORTIERT 1943 ERMORDET 22.10.1943 AUSCHWITZ                                   | Nassaukade 90 II               | Sara Schuitevoerder-Italiaander (1915–1943), genannt Lientje |
|              | HIER WOHNTE BAREND SNOEK GEB. 1876 INTERNIERT 4-6-1943 DEPORTIERT AUS WESTERBORK ERMORDET 11-6-1943 SOBIBOR                                      | Zandhoek 12                    | Barend Snoek (1876–1943)                                     |
|              | HIER WOONDE RACHEL SNOEK-HAGENAAR GEB. 1880 GEÏNTERNEERD 4-6-1943 GEDEPOORTERED UIT WESTERBORK VERMOORD 11-6-1943 SOBIBOR                        | Zandhoek 12                    | Rachel Snoek-Hagenaar (1880–1943)                            |

## Verlegedaten
- 4. Mai 2009: Admiraal de Ruijterweg 181 hs, Nassaukade 90 II
- 3. August 2021: Rombout Hogerbeetsstraat 83